# Gare de Chirac
Gare de Chirac – przystanek kolejowy w Chirac, w departamencie Lozère, w regionie Oksytania, we Francji. Obecnie jest zarządzany przez SNCF (budynek dworca) i przez RFF (infrastruktura).
Został otwarty w 1884 r. przez Compagnie des chemins de fer du Midi et du Canal latéral à la Garonne.
Przystanek jest obsługiwany przez pociągi TER Languedoc-Roussillon.

## Położenie
Znajduje się na linii Béziers – Neussargues, w km 617,441, pomiędzy stacjami Le Monastier i Marvejols.

## Linie kolejowe
- Béziers – Neussargues